# سینما هلال (اهواز)
سینما هلال با نام کامل سینماخانوادگی هلال سالن سینمای چندمنظوره واقع در اهواز است که در سال ۱۳۷۱ خورشیدی افتتاح شد. سینما هلال، جدیدترین سینمای عمومی احداث‌شده در شهرستان اهواز است و برای نمایش فیلم، تئاتر و برگزاری کنسرت و همایش استفاده می‌گردد. این سینما دارای یک سالن نمایش دوطبقه با گنجایش ۶۵۰ نفر است.

## تاریخچه
سینما هلال در سال ۱۳۷۱ توسط جمعیت هلال احمر جمهوری اسلامی ایران در مجاورت مجتمع هلال احمر اهواز احداث و با نمایش فیلم کشتی آنجلیکا افتتاح شد. این سینما در سال ۱۳۸۶ توسط مؤسسه سینماشهر بازسازی شد و کف‌پوش، صندلی‌ها و پردهٔ نمایشش تعویض شد.
سینما هلال در سال ۱۳۹۱ به دلیل بدهی‌های معوق برای چندین ماه تعطیل شد
و نهایتاً در سال ۱۳۹۲ بازگشایی گردید.

## ویژگی‌ها
سینما هلال دارای یک سالن است که برای نمایش فیلم، برگزاری کنسرت و تئاتر مورد استفاده قرارمی‌گیرد. این سالن علاوه بر پخش تصویر آنالوگ، به تکنولوژی پخش دیجیتال مجهز است.
در روزهای تعطیل علاوه بر سه سانس معمول (۴:۳۰، ۶:۳۰ و ۸:۳۰)، سانس ویژه (۱۰:۳۰) نیز وجود دارد. سالن سینما در دو طبقه و با گنجایش مجموعاً ۶۵۰ نفر می‌باشد. هلال، تنها سینمای دارای پارکینگ در اهواز است.

## توسعه
در برنامه توسعه سینما، ایجاد دو سالن جدید با گنجایش ۲۰۰ و ۳۰۰ نفر پیش‌بینی شده‌است.